# The Rolling Bridge
The Rolling Bridge je lávka v oblasti Paddington Basin v Londýně. 
Most byl navržen Thomasem Heatherwickem a zbudován v roce 2004 jako součást přestavby oblasti Paddington Basin. Skládá se z osmi trojúhelníkových částí, které mají dřevěnou mostovku a ocelové zábradlí. V zábradlí je vestavěný hydraulický systém, díky kterému se most může „složit“ do osmiúhelníkového tvaru s průměrem cca 6 m. The Rolling Bridge je jediným mostem na světě, který se tímto způsobem pohybuje. Celková délka mostovky je 12 m.
V roce 2005 získal most ocenění British Structural Steel Design Award.